# Aston Martin Lagonda Series 1
Der Aston Martin Lagonda Series 1 (werksintern: Projekt MP 230) ist eine sportliche Oberklasse-Limousine des britischen Automobilherstellers Aston Martin, die von den Coupés Aston Martin DBS und V8 abgeleitet ist. Sie erschien 1969 als Prototyp und wurde von 1974 bis 1976 in Kleinstserie gebaut. 

## Entstehungsgeschichte
Lagonda war ein Sportwagenhersteller, der 1947 von David Brown übernommen und in das zum gleichen Konzern gehörende Unternehmen Aston Martin integriert wurde. Während Aston Martin für Sport- und Rennwagen zuständig war, deckte Lagonda in dieser Zeit den Marktbereich der hochpreisigen sportlichen Limousinen ab. Bis 1964 entstanden drei Baureihen mit Aston-Martin-Technik, die jeweils unter dem Markennamen Lagonda verkauft wurden: der Lagonda 2.6 Litre (1948–1953), der Lagonda 3 Litre (1953–1958) und der Lagonda Rapide (1961–1964). 
Nach der Einstellung des Rapide bot Aston Martin zunächst keine Lagonda-Modelle mehr an. Zwar entstand 1969 eine viertürige Version des Coupés DBS V8 unter der Bezeichnung Lagonda; diese Schräghecklimousine kam aber zunächst nicht über das Stadium eines Prototyps hinaus. Das Einzelstück von 1969 nutzte einige Zeit Konzernchef David Brown als Privatfahrzeug. Erst nachdem der britische Investor Company Developments 1972 Aston Martin übernommen hatte, wandte sich das Unternehmen wieder der viertürigen Limousine zu. 1974 gab Company Developments den Weg für die Aufnahme der Serienproduktion frei. Die Limousine ergänzte damit in der Modellpalette des Unternehmens das zweitürige V8-Coupé, das seinerseits den DBS V8 abgelöst hatte. Die Entscheidung für die Serienproduktion der Limousine fiel in eine Phase, in der die Auswirkungen der ersten Ölpreiskrise stark zu spüren waren und Aston Martin erneut in wirtschaftliche Schwierigkeiten geriet. Im Dezember 1974 war das Unternehmen insolvent und baute in den ersten sechs Monaten des Jahres 1975 kein einziges Auto. Erst als im Juni 1975 ein Konsortium aus britischen und nordamerikanischen Geschäftsleuten den Betrieb übernommen und in die Gesellschaft Aston Martin Lagonda (1975) Ltd. überführt hatte, wurde die Produktion schrittweise wieder aufgenommen. 1975 entstanden insgesamt nur 21 Autos. Bis 1976 arbeitete Aston Martin die letzten Bestellungen für die viertürige Limousine ab; danach wurde ihre Produktion eingestellt. 
Das neue Management veranlasste daraufhin die Entwicklung eines neuen Lagonda, der sich optisch vom bekannten V8 Coupé abheben und als „Hingucker“ die Leistungsfähigkeit von Aston Martin Lagonda (1975) Ltd. belegen sollte. Mit dieser Vorgabe entstand eine viertürige Stufenhecklimousine mit einer keilförmigen Karosserie nach einem innerhalb eines Monats erarbeiteten Entwurf von William Towns und einer Aufsehen erregenden, im Praxisbetrieb aber defektanfälligen digitalen Instrumentierung.

## Modellbezeichnung
Aston Martin verkaufte die von 1974 bis 1976 gebaute Limousine – anders als bisher – nicht mehr unter der Marke Lagonda, sondern als Aston Martin Lagonda; der Begriff Lagonda war also zum bloßen Modellnamen herabgestuft worden. 
Auch die 1976 vorgestellte und ab 1979 in drei Serien gefertigte keilförmige Limousine trägt die Bezeichnung Aston Martin Lagonda. Um die einzelnen Generationen begrifflich voneinander zu unterscheiden, hat sich folgendes Differenzierungsschema etabliert: Der von 1974 bis 1976 gebaute Aston Martin Lagonda wird als Series 1 angesehen, während die drei Baureihen der keilförmigen Limousine als Series 2, Series 3 und Series 4 bezeichnet werden.

## Modellbeschreibung
Der Aston Martin Lagonda S1 ist stilistisch und technisch eine viertürige Version des Fließheckcoupés Aston Martin V8. Deshalb wird die Limousine in der Literatur gelegentlich auch als The 4-Door V8 bezeichnet. Der Radstand ist 30,5 cm länger als der des DBS/V8; Entsprechendes gilt für die Gesamtlänge. 

### Design

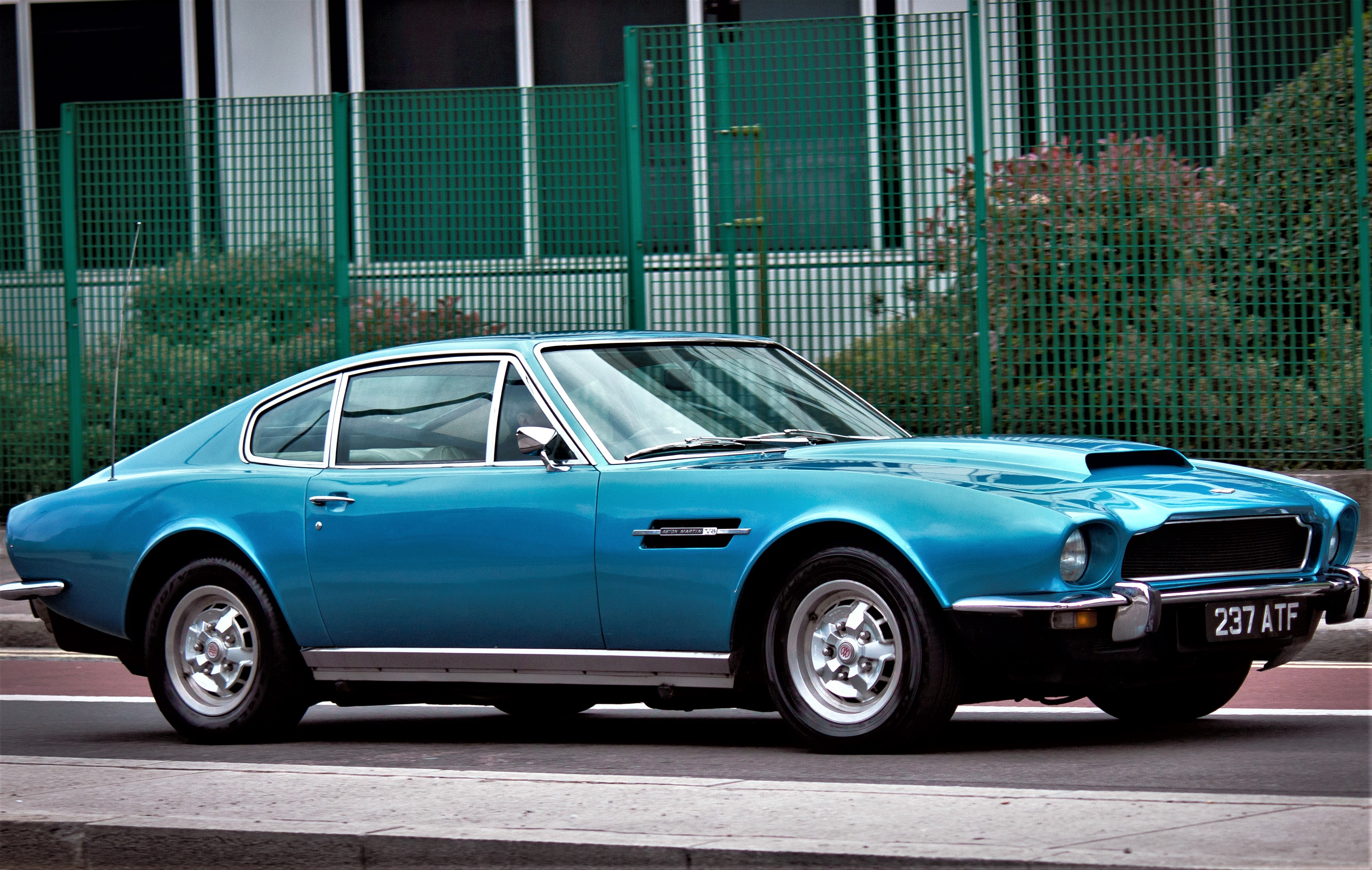
Ausgangsbasis des Serien-Lagonda: Aston Martin V8 Series 3

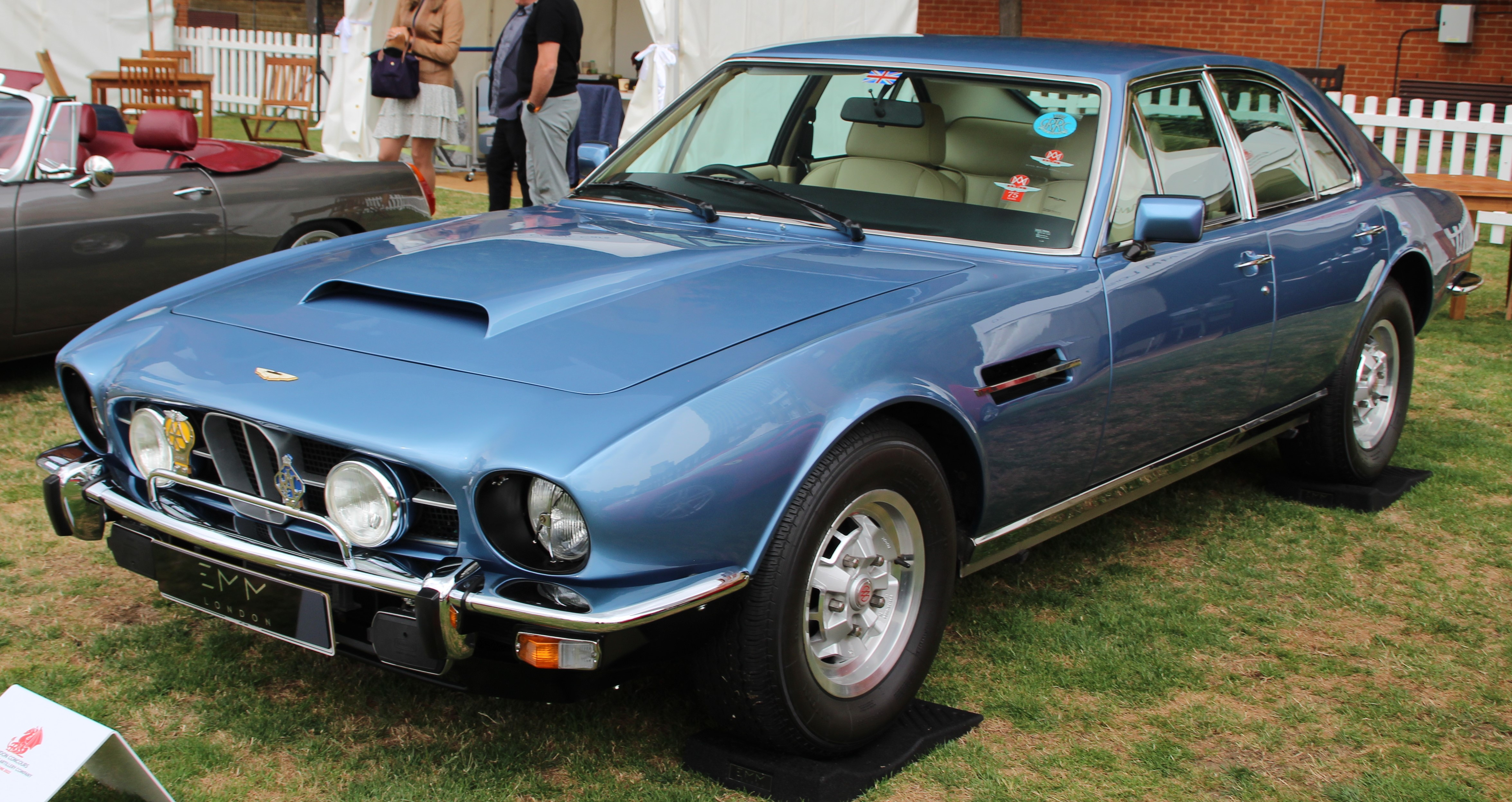
Aston Martin Lagonda Series 1

Die Form der Karosserie ist ein Entwurf von William Towns, einem ehemaligen Designer der Rootes Group, der bei Aston Martin vorrangig für die Gestaltung von Sitzen zuständig war. Als Aston Martin 1966 mit den Planungen für den Nachfolger des DB6 begann, erarbeitete Towns einen Gegenentwurf zu dem Vorschlag der italienischen Carrozzeria Touring, die Aston Martin zuerst beauftragt hatte. Im direkten Vergleich setzte sich schließlich Towns’ Entwurf gegen den von Touring durch.
Konzeptionell hatte Towns von Beginn an sowohl ein Coupé als auch eine Limousine eingeplant. Dabei hatte er zunächst die Limousine entworfen und von ihr das kürzere Coupé abgeleitet. Grund für dieses Herangehen war der seiner Meinung nach verfehlte umgekehrte Entwicklungsprozess bei Bristol Cars, wo das Coupé 404 nachträglich zur Limousine 405 verlängert und „viel Ästhetik aufgegeben“ wurde. Ungeachtet dessen kam das Coupé vor der Limousine auf den Markt. Es wurde als DBS und ab 1972 als V8 verkauft.
Die Serienversion des Lagonda S1 entspricht stilistisch dem Aston Martin V8 Series 3. Mit ihm teilt er sich insbesondere im Bereich des Vorderwagens die meisten Karosseriebleche. Wie der V8, hat auch der Lagonda S1 eine lange Motorhaube. Die Gestaltung der hinteren Kotflügel folgt der sogenannten Coke-Bottle-Linie; hier ließ sich Towns nach eigenen Worten vom 1966 vorgestellten Chevrolet Camaro inspirieren. Die geradlinig abfallende Dachlinie, die besonders kennzeichnend für das V8-Coupé ist und sich (mit geändertem Winkel) auch beim Lagonda S1 findet, wird vielfach als Zitat der Fastback-Version des ersten Ford Mustang angesehen. Die Serienlimousine hat die Frontpartie des V8 Coupé mit zwei runden Einzelscheinwerfern. In der Kühleröffnung befindet sich beim Lagonda S1 ein hufeisenförmiger Einsatz, der an die Kühlerform des Lagonda Rapide erinnern sollte. Ihn gibt es beim Aston Martin V8 nicht. Wie beim V8 Series 3 Coupé hat die Motorhaube eine hohe, geöffnete Lufthutze.

### Antriebstechnik

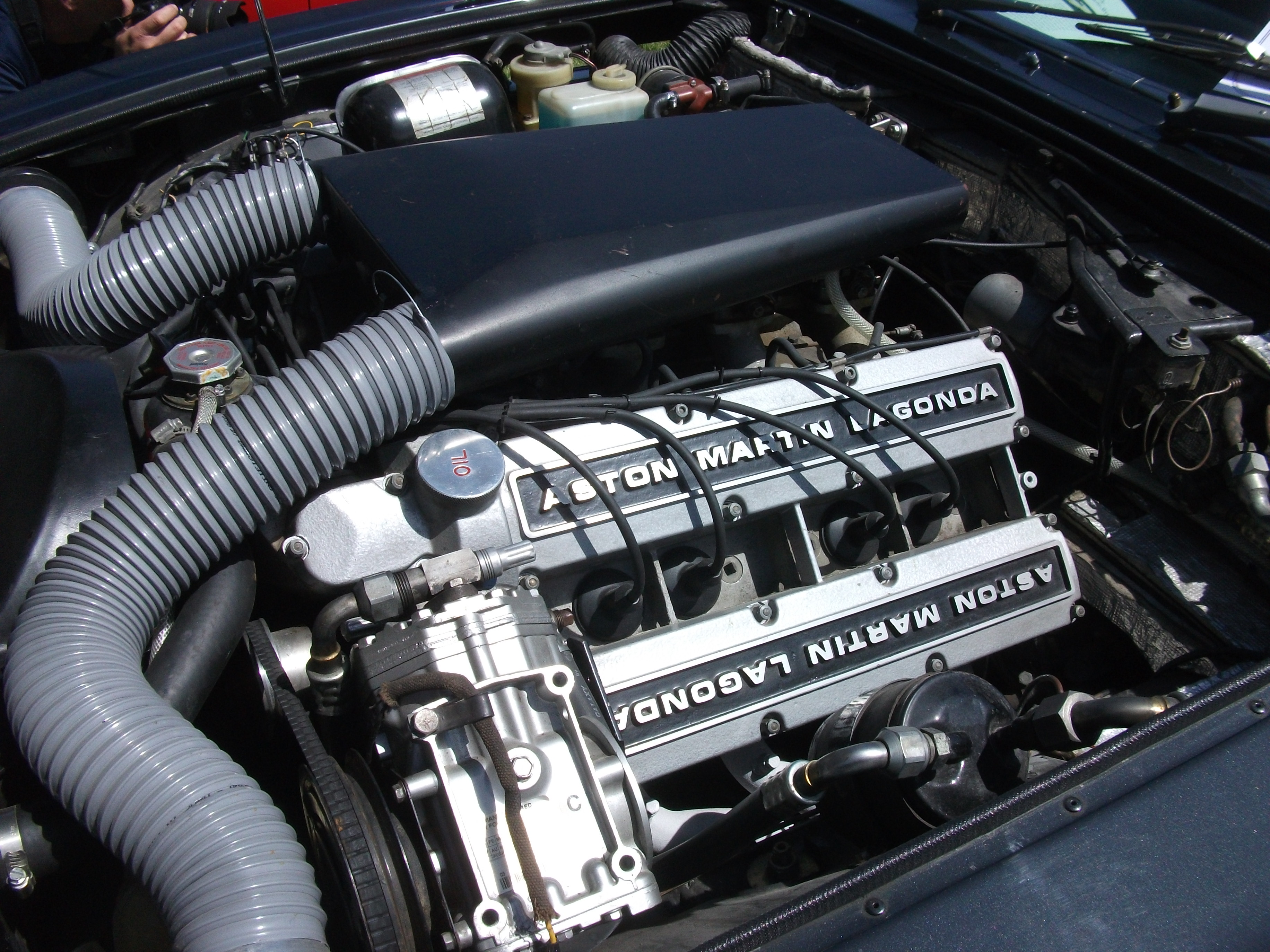
Achtzylinder-V-Motor mit Doppelvergasern

Der Aston Martin Lagonda S1 hat einen Achtzylinder-V-Motor, dessen Grundkonstruktion mit dem Motor des DBS V8 und des V8 übereinstimmt. Aston Martin hatte ihn ab 1963 unter der Leitung von Tadek Marek entwickelt. Der Hubraum des Serienmodells beträgt 5,3 Liter (5341 cm³; Bohrung × Hub: 100 × 85 mm). Technisch entspricht der Motor der Limousine der Ausbaustufe, die im V8 Series 3 Coupé zum Einsatz kommt. Er hat ebenfalls vier Doppel-Fallstromvergaser von Weber (Tp 42 DNCF) und leistet etwa 208 kW (283 PS; 280 bhp). Einige Lagonda S1 erhielten später veränderte, teilweise stark getunte Motoren.
Für die Kraftübertragung standen wie beim V8 eine Dreistufenautomatik von Chrysler (TorqueFlite) oder ein handgeschaltetes Fünfganggetriebe von ZF zur Wahl. Nur zwei Fahrzeuge erhielten das ZF-Getriebe.

## Prototyp
Der 1969 vorgestellte Prototyp stimmt weitgehend mit den späteren Serienfahrzeugen überein, weicht aber in Details von ihnen ab. Während die Serienfahrzeuge die Frontpartie des zeitgenössischen V8 Series 3 haben, entspricht die Frontpartie des Prototyps der des DBS Coupé. Sie hat vier kleine Joddampflampen, die zusammen mit den Blinker-Standlicht-Einheiten des Ford Cortina Mk. II in die Kühlerverkleidung integriert sind. Außerdem war ursprünglich eine 5,0 Liter große Version des Achtzylindermotors eingebaut. Spätere Eigentümer haben diesen Motor inzwischen durch ein Serienmodell mit 5,3 Liter Hubraum ersetzt.

## Serienproduktion
Nach dem Prototyp von 1969 baute Aston Martin 1974 acht Fahrgestelle und Rohkarosserien des Lagonda S1, von denen bis 1976 sieben komplettiert und verkauft wurden. Aus dem letzten, zunächst nicht komplettierten Satz baute ein Sammler zwischen 1998 und 2007 ein achtes Auto (12008), das den Motor eines V8 Vantage der letzten Baureihe hat.

## Preise
Bei seiner Präsentation kostete der Lagonda 14.040 £, 2.691 £ mehr als ein Aston Martin V8 und annähernd genauso viel wie ein Rolls-Royce Corniche.

## Zeitgenössische Presseberichte
Die Motorpresse kam nach Testfahrten mit dem ersten Aston Martin Lagonda zu zurückhaltenden Bewertungen. Das Handling, der Fahrkomfort sowie das Geräuschniveau des Motors und der Karosserie wurden bemängelt. Vor allem aber waren die Fahrleistungen in der Kritik:
„Die Leistungen sind im Ganzen brauchbar, aber weit von dem entfernt, was man von einem Auto erwarten darf, das von einem 5,4 Liter großen Motor angetrieben wird. Es ist ein Auto, von dem, wenn es ein bisschen mehr Entwicklung erfährt, durchaus ein paar Exemplare verkauft werden könnten. Ob es aber das Auto ist, das Aston Martin retten kann, ist, offen gesagt, zweifelhaft.“

## Nachträgliche Veränderungen
Einige Serien-Lagonda wurden nachträglich erheblich verändert. Mindestens zwei Autos erhielten eine im Hubraum auf 7,0 Liter vergrößerte Version des Achtzylindermotors, die vom Aston-Martin-Tuner R.S. Williams Ltd. hergestellt wurde und zwischen 450 und 480 PS leistet. Mindestens ein Auto erhielt außerdem die geringfügig verlängerte und mit einer Abrisskante versehene Heckpartie des V8 Series 4 „Oscar India“.

## Situation im 21. Jahrhundert
Alle sieben Serienexemplare sowie das David-Brown-Modell von 1969 existieren 2022 noch. Die meisten von ihnen stehen in Großbritannien. Sie werden zu wesentlich höheren Preisen gehandelt als die zweitürigen V8-Modelle. Der letzte, 1976 hergestellte Lagonda wurde im Sommer 2008 für einen Preis von 254.000 £ bei einer Auktion verkauft.